# Thomaston (Alabama)
Pour les articles homonymes, voir Thomaston.
Thomaston est une ville des États-Unis située dans le comté de Marengo, dans l’État de l’Alabama. Lors du recensement de 2010, elle comptait 417 habitants.

## Démographie
| 1910 | 1920 | 1930 | 1940 | 1950  | 1960 |
| ---- | ---- | ---- | ---- | ----- | ---- |
| 309  | 372  | 377  | 345  | 1 027 | 857  |

| 1970 | 1980 | 1990 | 2000 | 2010 | - |
| ---- | ---- | ---- | ---- | ---- | - |
| 824  | 679  | 497  | 383  | 417  | - |

## Source
- (en) Cet article est partiellement ou en totalité issu de l’article de Wikipédia en anglais intitulé « Thomaston, Alabama » (voir la liste des auteurs).